# 出雲大社上総分院
出雲大社上総教会（いずもおおやしろ／たいしゃ かずさきょうかい）は、千葉県いすみ市苅谷にある神社。通称：上総出雲大社。
「縁結びの神」、「福の神」として知られる出雲大社の祭神・大国主大神（おおくにのぬし の おおかみ）の分霊を祀る。
信州の諏訪大神より勧請された国吉神社（くによしじんじゃ）内に鎮座し、国吉神社の宮司が管理している。

## 来歴
- 慶応2年（1866年）作田村の村民の一人である斧嶽（ふがく）が出雲大社での奉納相撲の功績により神璽を授かり仮殿を竣功。
- 明治24年（1891年）神殿完成。
- 明治25年（1892年）遷宮式執り行う。
- 平成26年（2014年）敷地内の改修。

## 神事
- 1月 新年祈願祭
- 4月 春季例祭
- 11月 秋季例祭
- 毎月1日は月次祭（つきなみさい）が執り行れる。

## 境内社
- 日御碕神社 - 社殿右隣に鎮座。
- 金刀比羅神社 - 社殿左隣に鎮座。

## 交通
鉄道
- いすみ鉄道・国吉駅下車、徒歩約10分[3]。